# Junkers G 38
El Junkers G 38 era un gran avión de transporte cuatrimotor que voló por primera vez en 1929. Era en ese momento el avión civil más grande del mundo del que construyeron solo dos ejemplares. Ambos aviones volaron como transporte comercial en rutas europeas en los años previos a la Segunda Guerra Mundial.
La compañía Mitsubishi fabricó seis aviones bajo licencia negociada en 1932 derivados del diseño de este avión; el bombardero pesado Mitsubishi Ki-20 .

## Diseño y desarrollo
Durante la década de 1920, Hugo Junkers hizo varios intentos para producir un transporte comercial a gran escala. Su intento inicial, el JG1 (G1) de cuatro motores, se desarrolló durante 1920-1921; pero Junkers se vio obligada a desmantelar el ala exterior y las partes traseras del fuselaje que ya estaban terminadas debido a las limitaciones aliadas posteriores a la Primera Guerra Mundial, citando el Tratado de Versalles que limitaban la construcción de ciertos tipos de aeronaves y motores aeronáuticos. A finales de la década, en 1925, publicó especificaciones de diseño para un avión transatlántico de ochenta pasajeros propuesto: el proyecto J1000. Por otra parte, hacia el final de la década, el proyecto J40 fue iniciado por el equipo de diseño de Junkers como un avión de correo transatlántico. A partir del diseño J40, que tenía una configuración de hidrocanoa, Junkers también desarrolló un diseño terrestre, designado como G38. A pesar del interés de la Armada alemana en el J40, Junkers siguió adelante con el diseño del avión terrestre que, después de haber recibido parte de la financiación del Ministerio del Aire del Reich (Reichsluftfahrtministerium RLM ), fue llevado a la etapa de construcción.
Estructuralmente, el G38 se ajustaba a la práctica estándar de Junkers, con un ala en voladizo de larguero multitubular cubierto, como el resto de la aeronave en duraluminio acanalado y corrugado. La cola del biplano, que se encuentra en otros grandes aviones de la época, estaba destinada a reducir las fuerzas del timón; inicialmente había tres timones con solo una aleta fija central. El tren de rodaje era fijo, con ruedas principales de doble tándem que inicialmente estaban encerradas en grandes carenados. El ala tenía la forma habitual de "doble ala" de Junkers, en la totalidad del borde de fuga estaba formado por superficies ranuradas que actuaban como alerones y en los aterrizajes eran utilizadas como flaps. Cada ala contaba con depósitos de combustible de 210 y 140 l.
El alojamiento para pasajeros era suntuoso para los estándares de hoy en día y estaba destinado a rivalizar con el servicio operado con dirigibles Zeppelin que ofrecía la aerolínea Deutsche Luftschiffahrts AG (DELAG) El avión era único, ya que tres de los pasajeros estaban sentados en el interior de cada ala, que tenían una altura de 1,7 m en la raíz. El borde delantero de cada ala estaba provisto de parabrisas inclinados que brindaban a estos pasajeros la vista orientada hacia adelante, generalmente disponible solo para pilotos. En el fuselaje contaba con tres cabinas con una capacidad total de once plazas, además de cabina para fumadores y lavabo y también dos asientos en la parte delantera del morro.
El primer prototipo de Junkers (n.º de registro D-2000) voló por primera vez el 6 de noviembre de 1929 con cuatro motores diésel; los dos internos eran los lineales V12 Junkers L55 de 588 kW y los exteriores, dos Junkers L8 también lineales de 6 cilindros de 413/354 hp con una potencia combinada de 1470 kW (1971 CV). El RLM compró el D-2000 para vuelos de demostración, siendo entregado el 27 de marzo de 1930. En pruebas de vuelo, el G 38 (c/n 3301, D-2000) estableció un récord el 10 de abril de 1930, a los mandos del piloto de Junkers, Zimmermann, con una velocidad de 184,5 km/h en 100 km y 172,9 km h más de 500 km. La distancia total fue de 501,6 km y un tiempo de vuelo de 3 horas y 2 minutos con una carga útil de 5 toneladas. El 2 de mayo de 1930, Deutsche Luft Hansa AG puso el D-2000 en servicio comercial para vuelos regulares y fletados.

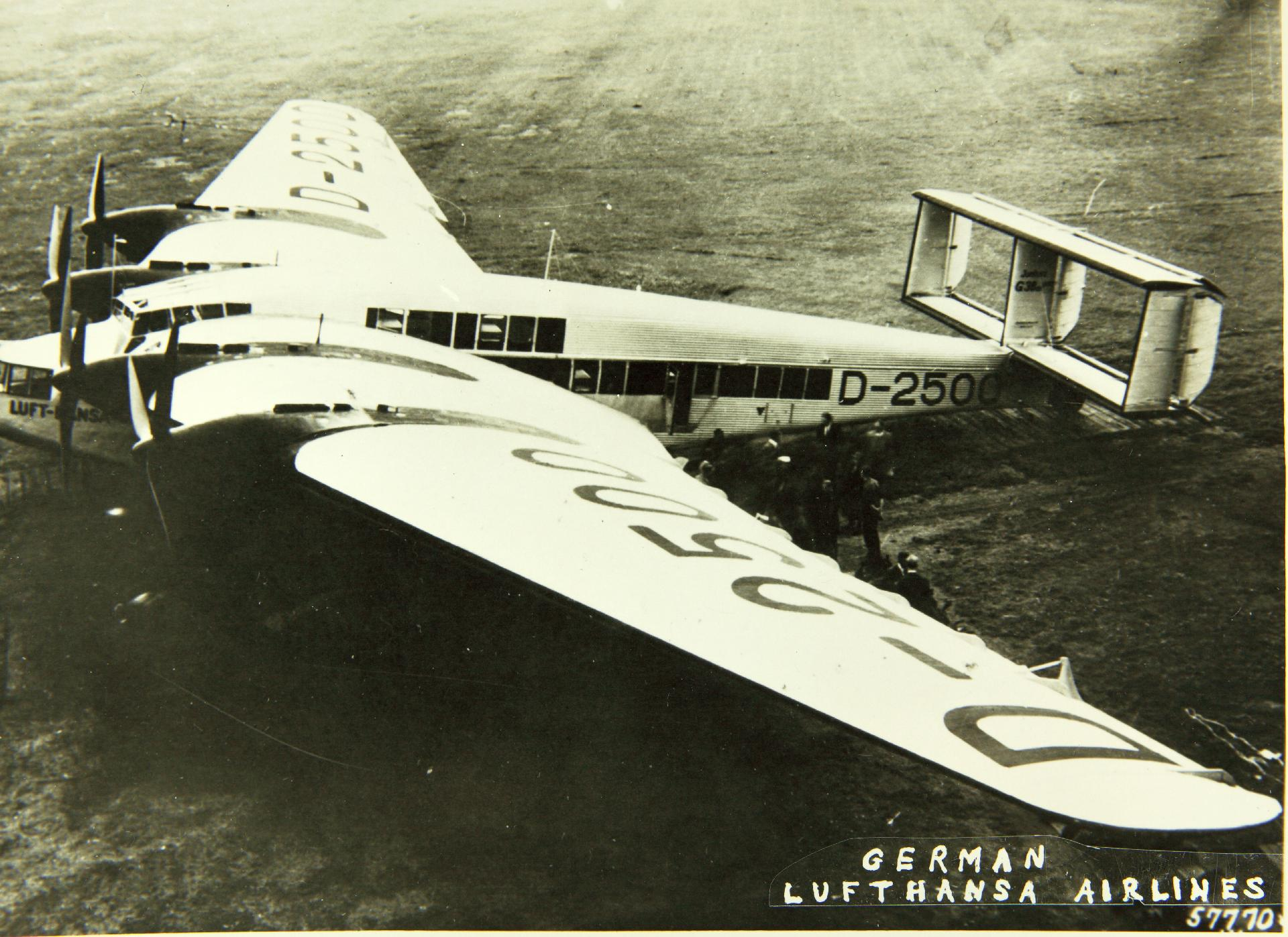
G 38 D-2500 Generalfeldmarschall Hindenburg de Deutsche Luft Hansa

Más tarde, en 1931, el D-2000 fue remotorizado con dos Junkers L8 y dos L88, lo que le dio una potencia total de 1764 kW (2366 CV) y un aumento de la capacidad de pasajeros de 13 a 19, realizando su primer vuelo con esta configuración el febrero de 1931.
Desde octubre de 1931 hasta el verano de 1932 se realizaron nuevos cambios de configuración que llevaron al aumento del casco; el número de pasajeros aumentó a treinta, creándose una cubierta intermedia para el transporte aéreo adicional y volvieron a ser reemplazados sus motores por cuatro Junkers L88a con una potencia combinada total de 2352 kW / 3200 hp.
El segundo G38 (código D-2500, más tarde D-APIS) tenía desde el principio 34 asientos de pasajeros en un fuselaje de dos pisos, voló desde el 1 de julio de 1932 hasta 1939 en el servicio de rutas de Deutsche Luft Hansa (DLH), durante la guerra se usó como transporte militar y en mayo de 1941 fue destruido por bombas en el aeródromo de Tatoi.

### Proyecto K51

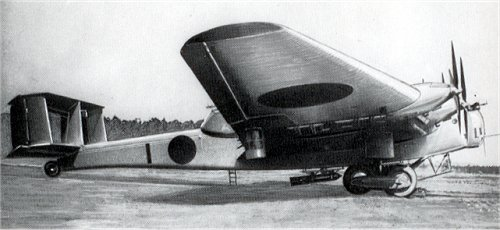
Mitsubishi Ki-20

Hugo Junkers aconsejó a Zindel que desarrollara un G 38 especial para propósitos militares bajo la designación K51. Ya en 1928, la compañía Mitsubishi había mostrado interés en el diseño del G 38 y solicitó a Junkers un diseño de bombardero pesado, lo que finalmente llevó al concepto K51. En abril de 1930, se firmó un acuerdo de licencia entre Junkers y Mitsubishi para la producción de K51 en Japón. Un equipo de Junkers viajó a Japón y apoyó a Mitsubishi en el desarrollo adicional. Las piezas para los dos primeros prototipos fueron fabricadas en Dessau y enviadas a Japón. En 1931 el primer Mitsubishi Ki-20 o Bombardero pesado del Ejército Tipo 92, como se designó al avión en Japón, fue volado por primera vez por W. Zimmermann, quien fue enviado especialmente para este cometido. Se construyeron otros cuatro Ki-20 hasta 1935; estos aviones de serie se construyeron con componentes japoneses y, por lo tanto, mostraron pequeñas diferencias con el G 38. Al igual que los G 38 de Deutsche Luft Hansa, los Ki-20 japoneses sufrieron varios cambios de motor; inicialmente, se utilizaron los motores Junkers L88, que también se fabricaron bajo licencia por Mitsubishi, que más tarde, se cambiaron por motores diésel Jumo 204. El Ki-20 fue operado hasta el comienzo de la Segunda Guerra Mundial por el Servicio Aéreo del Ejército Imperial, aunque nunca participaron en acciones de combate. 

## Versiones
Ambos aviones sufrieron varias modificaciones, especialmente con respecto a los motores. Por lo tanto, varias designaciones de subtipo para el G 38.
- G 38: Prototipo con dos motores lineales seis cilindros Junkers L8 externos (264 kW en crucero) y dos Junkers L55 internos (478 kW)
- G 38a: Prototipo, 2 Junkers L8 exteriores, 2 Junkers L55 interiores, fuselaje ampliado y cabina de pasajeros, mayo de 1931
- G 38b: Proyecto segundo prototipo con dos Junkers L8, y dos Junkers L88a. Cabina con doble cubierta, no construido, completado como G38ce
- G 38ce: Segundo prototipo, motores V12 Junkers L88a, mayo de 1932
- G 38ci: Segundo prototipo, cuatro Junkers Jumo 4 (550 kW) -Más tarde redesignado como Junkers 204-
- G 38fi: Segundo prototipo, motores diésel Junkers Jumo 204A
- G 38di: Prototipo, 4 Junkers Jumo 204A
- K51: Designación Proyecto versión militar del G 38, para la Marina Imperial japonesa
- Ki-20: Producción bajo licencia por Mitsubishi del K51. Motores Junkers L88, más tarde reemplazados por Jumo 204, también combinación de L88 internos y Jumo 204 externos. Para pruebas además se instalaron motores Kawasaki Ha-9.

## Historial operacional
El 1 de julio de 1931, Deutsche Luft Hansa inició el servicio regular entre Berlín y Londres en vuelos que transportaban hasta 13 pasajeros. Este servicio se detuvo en octubre de 1931 para adaptar el avión y ampliar la cabina de pasajeros del D-2000. Los trabajos duraron hasta el verano de 1932, durante el cual se construyó una segunda cubierta dentro del fuselaje del D-2000, lo que permitió una mayor capacidad de carga y asientos para hasta 30 pasajeros. Además, los motores del D-2000 se actualizaron nuevamente con cuatro Junkers L88, dando un total de potencia combinada de 2352 kW (3154 hp). También en este momento el número de registro del D-2000 se cambió a D-AZUR.
Mientras tanto, se construyó un segundo G38 registrado como D-2500, más tarde D-APIS, con un fuselaje de dos pisos y capacidad para 34 pasajeros. Tres pasajeros eran acomodados en cada borde delantero de cada ala, los 22 restantes, en dos niveles, en el fuselaje. Luft Hansa utilizó el D-APIS en un servicio programado que cubría las ciudades de Berlín, Hannóver, Ámsterdam y Londres. Este avión fue nombrado General Feldmarschall von Hindenburg.
En 1934, al D-2000 / D-AZUR volvió a ser remotorizado, esta vez con motores Junkers Jumo 4 , lo que le dio una potencia total de 3000 kW (4023 hp).
Ambos aviones estuvieron en servicio simultáneamente hasta 1936, cuando el D-AZUR se estrelló en Dessau durante un vuelo de prueba posterior al mantenimiento. DLH tuvo que desechar este avión debido a los graves daños sufridos, pero el piloto de pruebas Wilhelm Zimmermann sobrevivió al accidente y no hubo otras víctimas.
El segundo G38, matriculado D-2500 y luego D-APIS, voló con éxito en la flota de DLH durante casi una década. Con el estallido de la Segunda Guerra Mundial, el D-2500 / D-APIS fue puesto en servicio militar como avión de transporte por la Luftwaffe adscrito al KGzvbV 172, siendo destruido en tierra durante un ataque aéreo de la RAF en Atenas el 17 de mayo de 1941.

## Especificaciones técnicas (G 38ce 1932)
Referencia datos: https://www.junkers.de/flugzeuge

### Características generales
- Tripulación: 7
- Capacidad: 34 (D-2500/D-APIS)
- Longitud: 23,20 m
- Envergadura: 44 m
- Altura: 7,20 m
- Superficie alar: 290 m²
- Peso vacío: 16 800 kg
- Planta motriz:  Lineal V12 sobrealimentado refrigerado por agua Junkers L88a.
  - Potencia: 588 kW (811 HP; 800 CV) cada uno.
- Hélices: Junkers de madera cuatripala
- Diámetro de la hélice: 4,5 m

### Rendimiento
- Velocidad nunca excedida (Vne): 220 Km/h
- Velocidad crucero (Vc):  175 Km/h
- Alcance: 1 950 km

### Desarrollo relacionado
- Mitsubishi Ki-20

### Aviones de función, configuración y época comparables
- Tupolev ANT-20
- Burnelli CBY-3